# Benkt Norelius
Pour les articles homonymes, voir Norelius.
Benkt Rudolf Norelius est un gymnaste artistique suédois né le 26 avril 1886 à Umeå et mort le 30 novembre 1974 à Linköping.

## Biographie
Benkt Norelius fait partie de l'équipe de Suède qui remporte la médaille d'or en système suédois par équipes aux Jeux olympiques d'été de 1912 se tenant à Stockholm.